# حزب سوسیالیست لهستان
حزب سوسیالیست لهستان (لهستانی: Polska Partia Socjalistyczna) یک حزب چپ‌گرا است که از هنگام تأسیس در سال ۱۸۹۲ تا انحلالش در سال ۱۹۴۸ یکی مهم‌ترین احزاب لهستان بود. در سال ۱۹۸۷ حزب دیگری با همین نام تأسیس شد اما همواره در حاشیه سیاست لهستان باقی ماند.
یوزف پیلسودسکی که مؤسس جمهوری دوم لهستان است از اعضا و رهبران این حزب در ابتدای قرن بیستم بود.